# Gare de Szent István-telep
La gare de Szent István-telep est une gare ferroviaire située dans la ville de Budakalász, dans le district de Szentendre, dans le comitat de Pest en Hongrie centrale en Hongrie.  Elle est desservie par la ligne H5 du HÉV de Budapest.

## Situation ferroviaire
La gare est située à 14,7 kilomètres du terminus de Batthyány tér et à 6,2 kilomètres de Szentendre, le long de l'avenue Pomázi. Son altitude est de 106 mètres.

## Histoire
Inaugurée en 1971, la gare s'appelait anciennement Budakalász felső.

## Service des voyageurs

### Intermodalité
Seule une ligne de bus nocturne dessert cette gare.
- Bus nocturne  943